# Угор (Верхошижемський район)
Уго́р (рос. Угор) — присілок у складі Верхошижемського району Кіровської області, Росія. Адміністративний центр Угорського сільського поселення.
Населення становить 426 осіб (2010, 472 у 2002).
Національний склад станом на 2002 рік — росіяни 94 %.